# أنجلوكوريون (إماثيا)
أنجلوكوريون (Αγγελοχώριον) هي مدينة في إيماثيا في مقاطعة فوريا إلادا في اليونان.
يبلغ عدد سكانها حوالي 1362 نسمة.